# 희망 (양귀자)
《희망》은 양귀자의 소설이다. 여관을 배경으로 여관집 아들이자 재수생인 '나'의 관점에서 사회를 비평하는 사회소설이다. 운동권인 형, 부인이 출산한 미숙아를 인큐베이터에서 키울 돈이 없었던 아저씨, 고향을 보내준다는 말에 사기당한 할아버지 등 다양한 사람들이 등장한다. 한국방송에서 드라마로 만들었으며 내용이 일부 각색되었다.